# Meteorit HED

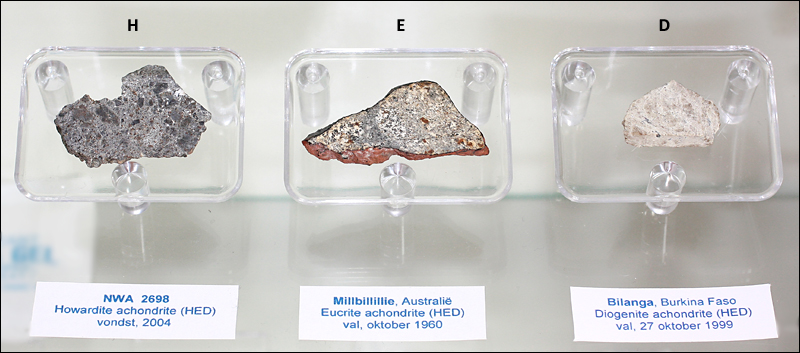
Meteorits HED. D'esquerra a dreta: NWA 2698 (howardita), Millbillillie (eucrita), Bilanga (diogenita)

Els meteorits HED  són un clan (subgrup) de meteorits acondrites. El nom HED prové de howardita–eucrita–diogenita.
Aquestes acondrites provenen d'un cos progenitor diferenciat i han experimentat un procés igni extensiu no gaire diferent de les roques magmàtiques que es troben a la Terra, i per aquesta raó són molt semblants a les roques ígnies terrestres.

## Classificació
Els meteorits HED es divideixen en:
- Howardites
- Eucrites
- Diogenites

S'han trobat diversos subgrups d'eucrites i diogenites.
Es calcula que els meteorits HED suposen un 5% de tots els caiguts, cosa que significa un 60% de totes les acondrites.

## Origen

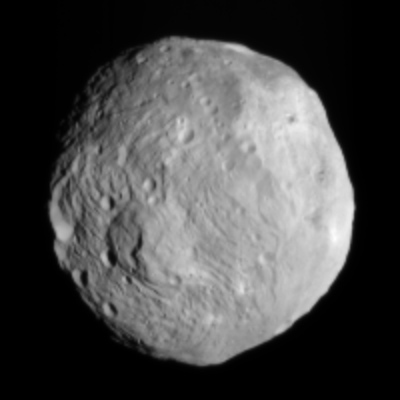
L'asteroide Vesta

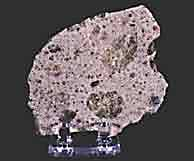
Meteorit de Jhonstown, diogenita

Es pensa que s'han originat a partir de l'escorça de l'asteroide 4 Vesta; les seves diferències es deuen a històries geològiques diferents de la roca progenitora. Les seves edats de cristal·lització es determinen entre 4,43 i 4,55 mil milions d'anys a partir de ràtios de radioisòtops. Els meteorits HED són meteorits diferenciats, que es crearen per processos ignis a l'escorça del seu asteroide progenitor.
Es creu que el mètode de transport des de 4 Vesta a la Terra és el següent:
1. Un impacte sobre 4 Vesta ejectà runes, que crearen petits asteroides de tipus V de diàmetre 10 km o menys, o petites parts de l'asteroide han estat ejectades, o s'han format a partir de runes més petites. Alguns d'aquests petits asteroides formaren la família Vesta, mentre que d'altres foren dispersats.[7] Es pensa que això succeí fa menys de mil milions d'anys.[8] Hi ha un enorme cràter a 4 Vesta que cobreix gran part de l'hemisferi sud; aquest cràter seria el millor candidat per al lloc de l'impacte. La quantitat de roca ejectada del cràter seria suficient per a explicar la massa de tots els asteroides de tipus V coneguts.
2. Algunes de les restes d'asteroide més llunyanes acaben en la llacuna de Kirkwood 3:1. Aquesta és una regió inestable a causa de les fortes pertorbacions de Júpiter, i els asteroides que acaben allà s'ejecten lluny en diferents òrbites en una escala de temps de 100 milions d'anys. Alguns d'aquests cossos se situen en òrbites properes a la Terra formant els petits asteroides de tipus-V, com per exemple: 3551 Verenia, 3908 Nyx, o 4055 Magellan.
3. Petits impactes posteriors en aquests objectes propers a la Terra desallotjaren meteorits de la mida de roques, alguns dels quals col·lidiren amb la Terra. Basant-se en mesures de d'exposició a raigs còsmics, es pensa que la majoria dels asteroides HED sortiren de diferents impactes d'aquest tipus, i passaren entre 6 milions i 73 milions d'anys a l'espai abans de col·lidir amb la Terra.[9]